# Challenge League 2017-2018
La Challenge League 2017-2018, nota come Brack.ch Challenge League 2017-2018 per motivi di sponsorizzazione, è la 121ª edizione della seconda divisione del campionato svizzero di calcio, la 15ª edizione sotto l'attuale denominazione. Il campionato è iniziato il 21 luglio 2017 e si è concluso il 21 maggio 2018.

## Stagione

### Novità
Dalla Challenge League 2016-2017 è stato promosso in Super League lo Zurigo, classificatosi al primo posto, mentre il Le Mont è stato retrocesso d'ufficio in Seconda Lega dopo aver deciso di non ricorrere contro il ritiro della licenza. Dalla Super League 2016-2017 è stato retrocesso il Vaduz, classificatosi all'ultimo posto, mentre dalla Promotion League 2016-2017 è stato promosso per la prima volta nella sua storia il Rapperswil-Jona.

### Formula
Le 10 squadre partecipanti si affrontano in un doppio girone all'italiana con partite di andata e ritorno per un totale di 36 giornate.

La squadra classificatasi al 1º posto viene promossa in Super League, mentre l'ultima classificata retrocede in Promotion League.

### Avvenimenti
Il 3 gennaio 2018, il Wohlen rese noto alla stampa che non presenterà domanda di licenza per la stagione 2018-2019. I motivi della decisione sono da attribuire alla mancanza di fondi e i considerevoli requisiti imposti dalla Swiss Football League che già nella passata stagione negò agli argoviesi la licenza in prima istanza. Qualora la decisione dovesse risultare effettiva, il Wohlen retrocederà d'ufficio al termine della stagione come successo ad altre società nelle passate tre stagioni.

## Squadre partecipanti
| Club            | Stagione | Città           | Stadio                | Stagione 2016-2017            |
| --------------- | -------- | --------------- | --------------------- | ----------------------------- |
| Aarau           | dettagli | Aarau           | Stadion Brügglifeld   | 5º posto in Challenge League  |
| Chiasso         | dettagli | Chiasso         | Stadio Riva IV        | 8º posto in Challenge League  |
| Neuchâtel Xamax | dettagli | Neuchâtel       | Stade de La Maladière | 2º posto in Challenge League  |
| Rapperswil-Jona | dettagli | Rapperswil-Jona | Stadio Grünfeld       | 1º posto in Promotion League  |
| Sciaffusa       | dettagli | Sciaffusa       | LIPO Park             | 4º posto in Challenge League  |
| Servette        | dettagli | Ginevra         | Stade de Genève       | 3º posto in Challenge League  |
| Vaduz           | dettagli | Vaduz           | Rheinpark Stadion     | 10º posto in Super League     |
| Wil             | dettagli | Wil             | IGP Arena             | 10º posto in Challenge League |
| Winterthur      | dettagli | Winterthur      | Stadion Schützenwiese | 6º posto in Challenge League  |
| Wohlen          | dettagli | Wohlen          | Stadio Niedermatten   | 7º posto in Challenge League  |

## Allenatori e primatisti
| Squadra         | Allenatore                                                               | Giocatore più presente (tra parentesi il numero delle presenze)              | Capocannoniere (tra parentesi il numero dei gol segnati) |
| --------------- | ------------------------------------------------------------------------ | ---------------------------------------------------------------------------- | -------------------------------------------------------- |
| Aarau           | Marinko Jurendić (1ª-25ª) Stephan Keller (26ª-28ª) Ton Verkerk (29ª-36ª) | Michaël Perrier (32)                                                         | Patrick Rossini (12)                                     |
| Chiasso         | Guillermo Abascal (1ª-26ª) Baldo Raineri (27ª-36ª)                       | Kenan Fatkič (35)                                                            | Jean Farrugia (9)                                        |
| Neuchatel Xamax | Michel Decastel                                                          | Mike Gomes (36)                                                              | Raphaël Nuzzolo (26)                                     |
| Rapperswil      | Urs Meier                                                                | Diego Yanz (34) Denis Simani (34)                                            | Mychell Chagas (9)                                       |
| Sciaffusa       | Murat Yakın (1ª-5ª) Boris Smiljanić (6ª-36ª)                             | Hélios Sessolo (35)                                                          | Tunahan Çiçek (21)                                       |
| Servette        | Meho Kodro (1ª-17ª, 19ª-23ª) Bojan Dimić (18ª, 24ª-36ª)                  | Steven Lang (32)                                                             | Willie Barbosa (10)                                      |
| Vaduz           | Roland Vrabec                                                            | Axel Borgmann (34)                                                           | Marko Dević (13)                                         |
| Wil             | Konrad Fünfstück                                                         | Sergio Cortelezzi (34)                                                       | Sergio Cortelezzi (10)                                   |
| Winterthur      | Umberto Romano (1ª-18ª) Livio Bordoli (19ª-36ª)                          | Luca Radice (33)                                                             | Sílvio Carlos de Oliveira (11)                           |
| Wohlen          | Ranko Jakovljević                                                        | Igor Tadić (34) Flamur Tahiraj (34) Daniele Romano (34) Sandro Foschini (34) | Igor Tadić (12)                                          |

## Classifica finale
|  | Pos. | Squadra         | Pt | G  | V  | N  | P  | GF | GS | DR  |
|  | ---- | --------------- | -- | -- | -- | -- | -- | -- | -- | --- |
|  | 1.   | Neuchâtel Xamax | 79 | 34 | 24 | 7  | 3  | 75 | 36 | +39 |
|  | 2.   | Servette        | 59 | 34 | 16 | 11 | 7  | 54 | 35 | +19 |
|  | 3.   | Sciaffusa       | 58 | 34 | 19 | 1  | 14 | 62 | 48 | +14 |
|  | 4.   | Vaduz           | 56 | 34 | 15 | 11 | 8  | 60 | 44 | +16 |
|  | 5.   | Rapperswil-Jona | 53 | 34 | 15 | 8  | 11 | 50 | 44 | +6  |
|  | 6.   | Aarau           | 41 | 34 | 11 | 8  | 15 | 49 | 59 | -10 |
|  | 7.   | Wil             | 39 | 34 | 9  | 12 | 13 | 37 | 42 | -5  |
|  | 8.   | Chiasso (-3)    | 33 | 34 | 10 | 6  | 18 | 37 | 55 | -18 |
|  | 9.   | Winterthur      | 29 | 34 | 6  | 11 | 17 | 42 | 57 | -15 |
|  | 10.  | Wohlen          | 18 | 34 | 3  | 9  | 22 | 39 | 85 | -46 |

Legenda:
      Promossa in Super League 2018-2019.
      Retrocessa in Promotion League 2018-2019.
Note:
Il Chiasso ha scontato 3 punti di penalizzazione.
Regolamento:
Tre punti a vittoria, uno a pareggio, zero a sconfitta.
In caso di arrivo di due o più squadre a pari punti, la graduatoria finale verrà stilata secondo la classifica avulsa tra le squadre interessate che prevede, in ordine, i seguenti criteri:
- Punti negli scontri diretti
- Differenza reti negli scontri diretti
- Differenza reti generale
- Reti realizzate in generale
- Sorteggio

## Risultati

### Prima fase
|                 | AAR  | CHI  | NEU  | RAP  | SCI  | SER  | VAD  | WIL  | WIN  | WOH  |
| --------------- | ---- | ---- | ---- | ---- | ---- | ---- | ---- | ---- | ---- | ---- |
| Aarau           | –––– | 3-0  | 2-0  | 0-0  | 1-2  | 0-0  | 0-2  | 2-2  | 3-3  | 2-0  |
| Chiasso         | 1-0  | –––– | 0-2  | 1-0  | 2-1  | 1-2  | 0-1  | 3-0  | 1-1  | 4-0  |
| Neuchatel Xamax | 2-1  | 4-1  | –––– | 2-0  | 0-1  | 3-2  | 3-1  | 3-1  | 2-1  | 4-2  |
| Rapperswil      | 2-0  | 1-1  | 2-2  | –––– | 5-0  | 0-1  | 2-0  | 0-0  | 3-1  | 3-2  |
| Sciaffusa       | 4-1  | 2-0  | 1-2  | 6-0  | –––– | 1-2  | 3-1  | 2-1  | 2-0  | 2-1  |
| Servette        | 3-0  | 2-2  | 1-2  | 2-1  | 3-2  | –––– | 2-0  | 1-0  | 1-1  | 5-1  |
| Vaduz           | 4-1  | 1-0  | 0-5  | 2-2  | 2-0  | 1-1  | –––– | 0-0  | 2-2  | 1-1  |
| Wil             | 1-3  | 2-3  | 0-1  | 1-0  | 2-3  | 0-0  | 0-1  | –––– | 0-2  | 3-1  |
| Winterthur      | 1-1  | 1-1  | 0-1  | 0-1  | 0-1  | 0-2  | 0-1  | 2-0  | –––– | 1-3  |
| Wohlen          | 1-1  | 1-1  | 1-2  | 1-2  | 1-4  | 0-2  | 1-0  | 2-2  | 3-2  | –––– |

### Seconda fase
|                 | AAR  | CHI  | NEU  | RAP  | SCI  | SER  | VAD  | WIL  | WIN  | WOH  |
| --------------- | ---- | ---- | ---- | ---- | ---- | ---- | ---- | ---- | ---- | ---- |
| Aarau           | –––– | 4-1  | 2-2  | 0-1  | 2-1  | 1-2  | 4-1  | 2-2  | 2-1  | 4-2  |
| Chiasso         | 0-2  | –––– | 0-3  | 0-1  | 2-0  | 2-1  | 1-6  | 0-1  | 1-0  | 3-0  |
| Neuchatel Xamax | 3-1  | 1-0  | –––– | 1-0  | 1-0  | 1-1  | 3-1  | 6-3  | 3-3  | 4-1  |
| Rapperswil      | 2-3  | 3-1  | 0-1  | –––– | 3-1  | 2-0  | 1-2  | 1-1  | 3-1  | 2-2  |
| Sciaffusa       | 3-1  | 2-1  | 1-0  | 2-4  | –––– | 0-1  | 3-3  | 1-2  | 3-1  | 4-0  |
| Servette        | 4-0  | 1-1  | 0-0  | 0-3  | 1-4  | –––– | 0-1  | 1-1  | 4-2  | 1-1  |
| Vaduz           | 5-1  | 5-2  | 3-3  | 4-0  | 2-0  | 2-1  | –––– | 2-2  | 1-1  | 5-1  |
| Wil             | 1-0  | 1-0  | 2-3  | 2-0  | 0-1  | 0-2  | 1-1  | –––– | 2-0  | 1-1  |
| Winterthur      | 2-0  | 2-1  | 4-4  | 1-1  | 1-2  | 1-1  | 1-0  | 0-3  | –––– | 2-0  |
| Wohlen          | 1-3  | 3-4  | 0-3  | 1-2  | 2-5  | 1-3  | 2-2  | 0-0  | 1-4  | –––– |

### Calendario

#### Prima fase
| Andata (1ª) | Andata (1ª) | Prima giornata       | Ritorno (10ª) | Ritorno (10ª) |
|             |             |                      |               |               |
| 21 lug.     | 2-1         | Xamax-Aarau          | 0-2           | 29 set.       |
| 22 lug.     | 2-2         | Servette-Chiasso     | 2-1           | 2 ott.        |
| 22 lug.     | 1-3         | Winterthur-Wohlen    | 2-3           | 30 set        |
| 23 lug.     | 0-1         | Wil-Vaduz            | 0-0           | 1 ott.        |
| 24 lug.     | 6-0         | Sciaffusa-Rapperswil | 0-5           | 30 set.       |

| Andata (2ª) | Andata (2ª) | Seconda giornata      | Ritorno (11ª) | Ritorno (11ª) |
|             |             |                       |               |               |
| 28 lug.     | 0-2         | Chiasso-Xamax         | 1-4           | 15 ott.       |
| 29 lug.     | 2-2         | Aarau-Wil             | 3-1           | 14 ott.       |
| 29 lug.     | 3-1         | Rapperswil-Winterthur | 1-0           | 16 ott.       |
| 30 lug.     | 1-1         | Vaduz-Servette        | 0-2           | 13 ott.       |
| 31 lug.     | 1-4         | Wohlen-Sciaffusa      | 1-2           | 14 ott.       |

| Andata (3ª) | Andata (3ª) | Terza giornata      | Ritorno (12ª) | Ritorno (12ª) |
|             |             |                     |               |               |
| 4 ago       | 0-1         | Rapperswil-Servette | 1-2           | 21 ott.       |
| 5 ago.      | 2-0         | Sciaffusa-Chiasso   | 1-2           | 21 ott.       |
| 5 ago.      | 3-1         | Wil-Wohlen          | 2-2           | 22 ott.       |
| 6 ago.      | 3-1         | Xamax-Vaduz         | 5-0           | 20 ott.       |
| 7 ago.      | 1-1         | Winterthur-Aarau    | 3-3           | 23 ott.       |

| Andata (4ª) | Andata (4ª) | Quarta giornata    | Ritorno (13ª) | Ritorno (13ª) |
|             |             |                    |               |               |
| 9 ago.      | 1-0         | Chiasso-Rapperswil | 1-1           | 28 ott.       |
| 9 ago.      | 1-0         | Servette-Wil       | 0-0           | 30 ott.       |
| 9 ago.      | 1-2         | Wohlen-Xamax       | 2-4           | 29 ott.       |
| 10 ago.     | 1-2         | Aarau-Sciaffusa    | 1-4           | 28 ott.       |
| 10 ago.     | 2-2         | Vaduz-Winterthur   | 1-0           | 29 ott.       |

| Andata (5ª) | Andata (5ª) | Quinta giornata     | Ritorno (14ª) | Ritorno (14ª) |
|             |             |                     |               |               |
| 18 ago.     | 0-1         | Xamax-Sciaffusa     | 2-1           | 3 nov.        |
| 19 ago.     | 3-0         | Chiasso-Wil         | 3-2           | 4 nov.        |
| 19 ago.     | 3-2         | Rapperswil-Wohlen   | 2-1           | 6 nov.        |
| 20 ago.     | 0-2         | Aarau-Vaduz         | 1-4           | 5 nov.        |
| 21 ago.     | 0-2         | Winterthur-Servette | 1-1           | 4 nov.        |

| Andata (6ª) | Andata (6ª) | Sesta giornata   | Ritorno (15ª) | Ritorno (15ª) |
|             |             |                  |               |               |
| 25 ago.     | 3-0         | Servette-Aarau   | 0-0           | 17 nov.       |
| 26 ago.     | 0-2         | Wil-Winterthur   | 0-2           | 18 nov.       |
| 26 ago.     | 1-1         | Wohlen-Chiasso   | 0-4           | 19 nov.       |
| 27 ago      | 3-1         | Sciaffusa-Vaduz  | 0-2           | 20 nov.       |
| 28 ago      | 2-0         | Xamax-Rapperswil | 2-2           | 18 nov.       |

| Andata (7ª) | Andata (7ª) | Settima giornata   | Ritorno (16ª) | Ritorno (16ª) |
|             |             |                    |               |               |
| 8 set.      | 2-0         | Aarau-Wohlen       | 1-1           | 27 nov.       |
| 9 set.      | 2-2         | Vaduz-Rapperswil   | 0-2           | 24 nov.       |
| 9 set.      | 1-1         | Winterthur-Chiasso | 1-1           | 25 nov.       |
| 10 set.     | 3-2         | Servette-Sciaffusa | 2-1           | 26 nov.       |
| 11 set.     | 0-1         | Wil-Xamax          | 1-3           | 25 nov.       |

| Andata (8ª) | Andata (8ª) | Ottava giornata      | Ritorno (17ª) | Ritorno (17ª) |
|             |             |                      |               |               |
| 20 set.     | 1-0         | Chiasso-Aarau        | 0-3           | 2 dic.        |
| 20 set.     | 3-2         | Xamax-Servette       | 2-1           | 4 dic.        |
| 20 set.     | 0-0         | Rapperswil-Wil       | 0-1           | 2 dic.        |
| 21 set.     | 2-0         | Sciaffusa-Winterthur | 1-0           | 3 dic.        |
| 21 set.     | 1-0         | Wohlen-Vaduz         | 1-1           | 3 dic.        |

| Andata (9ª) | Andata (9ª) | Nona giornata    | Ritorno (18ª) | Ritorno (18ª) |
|             |             |                  |               |               |
| 23 set.     | 0-0         | Aarau-Rapperswil | -             | 28 feb.       |
| 24 set.     | 5-1         | Servette-Wohlen  | -             | 28 feb.       |
| 24 set.     | 1-0         | Vaduz-Chiasso    | 1-0           | 9 dic.        |
| 24 set.     | 0-1         | Winterthur-Xamax | 1-2           | 8 dic.        |
| 25 set.     | 2-3         | Wil-Sciaffusa    | 1-2           | 11 dic.       |

#### Seconda fase
| Andata (19ª) | Andata (19ª) | Prima giornata        | Ritorno (28ª) | Ritorno (28ª) |
|              |              |                       |               |               |
| 2 feb.       | 3-3          | Vaduz-Xamax           | 1-3           | 13 apr.       |
| 3 feb.       | 1-1          | Servette-Chiasso      | 1-2           | 13 apr.       |
| 3 feb.       | 1-1          | Wil-Wohlen            | 0-0           | 13 apr.       |
| 4 feb        | 1-1          | Winterthur-Rapperswil | 1-3           | 13 apr.       |
| 5 feb.       | 2-1          | Aarau-Sciaffusa       | 1-3           | 13 apr.       |

| Andata (20ª) | Andata (20ª) | Seconda giornata   | Ritorno (29ª) | Ritorno (29ª) |
|              |              |                    |               |               |
| 9 feb.       | 3-1          | Xamax-Aarau        | 1-0           | 18 apr.       |
| 10 feb.      | 1-4          | Wohlen-Winterthur  | 0-2           | 18 apr.       |
| 11 feb.      | 0-1          | Chiasso-Wil        | 0-1           | 18 apr.       |
| 11 feb.      | 1-2          | Rapperswil-Vaduz   | 0-4           | 18 apr.       |
| 12 feb.      | 0-1          | Sciaffusa-Servette | 0-1           | 18 apr.       |

| Andata (21ª) | Andata (21ª) | Terza giornata       | Ritorno (30ª) | Ritorno (30ª) |
|              |              |                      |               |               |
| 16 feb.      | 2-0          | Wil-Winterthur       | 0-3           | 21 apr.       |
| 17 feb.      | 3-1          | Rapperswil-Sciaffusa | 4-2           | 21 apr.       |
| 18 feb.      | 4-1          | Aarau-Chiasso        | 0-2           | 21 apr.       |
| 18 feb.      | 5-1          | Vaduz-Wohlen         | 2-2           | 21 apr.       |
| 19 feb.      | 1-1          | Xamax-Servette       | 0-0           | 21 apr.       |

| Andata (22ª) | Andata (22ª) | Quarta giornata   | Ritorno (31ª) | Ritorno (31ª) |
|              |              |                   |               |               |
| 23 feb.      | 1-2          | Wohlen-Rapperswil | 2-2           | 27 apr.       |
| 24 feb.      | 1-2          | Sciaffusa-Wil     | 1-0           | 27 apr.       |
| 24 feb.      | 4-0          | Servette-Aarau    | 2-1           | 27 apr.       |
| 25 feb.      | 1-0          | Winterthur-Vaduz  | 1-1           | 27 apr.       |
| 26 feb.      | 0-3          | Chiasso-Xamax     | 0-1           | 27 apr.       |

| Andata (23ª) | Andata (23ª) | Quinta giornata   | Ritorno (32ª) | Ritorno (32ª) |
|              |              |                   |               |               |
| 2 mar.       | 1-1          | Winterthur-Xamax  | 3-3           | 4 mag.        |
| 3 mar.       | 2-1          | Sciaffusa-Chiasso | 0-2           | 4 mag.        |
| 4 mar.       | 4-2          | Aarau-Wohlen      | 3-1           | 4 mag.        |
| 4 mar.       | 1-1          | Rapperswil-Wil    | 0-2           | 4 mag.        |
| 5 mar.       | 2-1          | Vaduz-Servette    | 1-0           | 4 mag.        |

| Andata (24ª) | Andata (24ª) | Sesta giornata     | Ritorno (33ª) | Ritorno (33ª) |
|              |              |                    |               |               |
| 9 mar.       | 1-0          | Chiasso-Winterthur | 1-2           | 9 mag.        |
| 10 mar.      | 1-1          | Wil-Vaduz          | 2-2           | 9 mag.        |
| 11 mar.      | 1-0          | Xamax-Sciaffusa    | 0-1           | 9 mag.        |
| 11 mar.      | 1-1          | Servette-Wohlen    | 3-1           | 9 mag.        |
| 12 mar.      | 0-1          | Aarau-Rapperswil   | 3-2           | 9 mag.        |

| Andata (25ª) | Andata (25ª) | Settima giornata    | Ritorno (34ª) | Ritorno (34ª) |
|              |              |                     |               |               |
| 16 mar.      | 1-0          | Wil-Aarau           | 2-2           | 12 mag.       |
| 17 mar.      | 3-1          | Rapperswil-Chiasso  | 1-0           | 12 mag.       |
| 17 mar.      | 0-3          | Wohlen-Xamax        | 1-4           | 12 mag.       |
| 18 mar.      | 2-0          | Vaduz-Sciaffusa     | 3-3           | 12 mag.       |
| 19 mar.      | 1-1          | Winterthur-Servette | 2-4           | 12 mag.       |

| Andata (26ª) | Andata (26ª) | Ottava giornata  | Ritorno (35ª) | Ritorno (35ª) |
|              |              |                  |               |               |
| 31 mar.      | 1-0          | Xamax-Rapperswil | 1-0           | 18 mag.       |
| 31 mar.      | 4-0          | Sciaffusa-Wohlen | 5-2           | 18 mag.       |
| 2 apr.       | 2-1          | Aarau-Winterthur | 0-2           | 18 mag.       |
| 2 apr.       | 1-6          | Chiasso-Vaduz    | 2-5           | 18 mag.       |
| 2 apr.       | 1-1          | Servette-Wil     | 2-0           | 18 mag.       |

| Andata (27ª) | Andata (27ª) | Nona giornata        | Ritorno (36ª) | Ritorno (36ª) |
|              |              |                      |               |               |
| 6 apr.       | 1-1          | Winterthur-Sciaffusa | 1-3           | 21 mag.       |
| 7 apr.       | 2-0          | Rapperswil-Servette  | 3-0           | 21 mag.       |
| 7 apr.       | 3-4          | Wohlen-Chiasso       | 0-3           | 21 mag.       |
| 8 apr.       | 5-1          | Vaduz-Aarau          | 1-4           | 21 mag.       |
| 9 apr.       | 2-3          | Wil-Xamax            | 3-6           | 21 mag.       |

## Statistiche

### Squadre

#### Capoliste solitarie
|    | —— | —— | —— | ——        | ——        | —— | —— | —— | ——  | ——  | ——              | ——              | ——              | ——              | ——              | ——              | ——              | ——              | ——              | ——              | ——              | ——              | ——              | ——              | ——              | ——              | ——              | ——              | ——              | ——              | ——              | ——              | ——              | ——              | ——              | —— |  |
|    |    |    |    | Sciaffusa | Sciaffusa |    |    |    |     |     | Neuchatel Xamax | Neuchatel Xamax | Neuchatel Xamax | Neuchatel Xamax | Neuchatel Xamax | Neuchatel Xamax | Neuchatel Xamax | Neuchatel Xamax | Neuchatel Xamax | Neuchatel Xamax | Neuchatel Xamax | Neuchatel Xamax | Neuchatel Xamax | Neuchatel Xamax | Neuchatel Xamax | Neuchatel Xamax | Neuchatel Xamax | Neuchatel Xamax | Neuchatel Xamax | Neuchatel Xamax | Neuchatel Xamax | Neuchatel Xamax | Neuchatel Xamax | Neuchatel Xamax | Neuchatel Xamax |    |  |
|    |    |    |    |           |           |    |    |    |     |     |                 |                 |                 |                 |                 |                 |                 |                 |                 |                 |                 |                 |                 |                 |                 |                 |                 |                 |                 |                 |                 |                 |                 |                 |                 |    |  |
|    |    |    |    |           |           |    |    |    |     |     |                 |                 |                 |                 |                 |                 |                 |                 |                 |                 |                 |                 |                 |                 |                 |                 |                 |                 |                 |                 |                 |                 |                 |                 |                 |    |  |
| 1ª | 2ª | 3ª | 4ª | 5ª        | 6ª        | 7ª | 8ª | 9ª | 10ª | 11ª | 12ª             | 13ª             | 14ª             | 15ª             | 16ª             | 17ª             | 18ª             | 19ª             | 20ª             | 21ª             | 22ª             | 23ª             | 24ª             | 25ª             | 26ª             | 27ª             | 28ª             | 29ª             | 30ª             | 31ª             | 32ª             | 33ª             | 34ª             | 35ª             | 36ª             |    |  |

#### Classifica in divenire
|                 | 1ª | 2ª | 3ª | 4ª | 5ª | 6ª | 7ª | 8ª | 9ª | 10ª | 11ª | 12ª | 13ª | 14ª | 15ª | 16ª | 17ª | 18ª | 19ª | 20ª | 21ª | 22ª | 23ª | 24ª | 25ª | 26ª | 27ª | 28ª | 29ª | 30ª | 31ª | 32ª | 33ª | 34ª | 35ª | 36ª |
| --------------- | -- | -- | -- | -- | -- | -- | -- | -- | -- | --- | --- | --- | --- | --- | --- | --- | --- | --- | --- | --- | --- | --- | --- | --- | --- | --- | --- | --- | --- | --- | --- | --- | --- | --- | --- | --- |
| Aarau           | 0  | 1  | 2  | 2  | 2  | 2  | 5  | 5  | 6  | 9   | 12  | 13  | 13  | 13  | 14  | 15  | 18  | 18  | 21  | 21  | 24  | 24  | 27  | 27  | 27  | 30  | 30  | 30  | 31  | 34  | 34  | 37  | 40  | 41  | 41  | 44  |
| Chiasso         | -2 | -2 | -2 | 1  | 4  | 5  | 6  | 9  | 9  | 9   | 9   | 12  | 13  | 16  | 19  | 20  | 20  | 20  | 21  | 21  | 21  | 21  | 21  | 24  | 24  | 24  | 27  | 30  | 30  | 30  | 30  | 33  | 33  | 33  | 33  | 36  |
| Rapperswil      | 0  | 3  | 3  | 3  | 6  | 6  | 7  | 8  | 9  | 12  | 15  | 15  | 16  | 19  | 20  | 23  | 23  | 26  | 27  | 27  | 30  | 33  | 34  | 37  | 40  | 40  | 43  | 46  | 46  | 49  | 50  | 50  | 50  | 53  | 53  | 56  |
| Sciaffusa       | 3  | 6  | 9  | 12 | 15 | 18 | 18 | 21 | 24 | 24  | 27  | 27  | 30  | 30  | 30  | 30  | 33  | 36  | 36  | 36  | 36  | 36  | 39  | 39  | 39  | 42  | 45  | 48  | 51  | 51  | 54  | 54  | 57  | 58  | 61  | 64  |
| Vaduz           | 3  | 4  | 4  | 5  | 8  | 8  | 9  | 9  | 12 | 13  | 13  | 13  | 16  | 19  | 22  | 22  | 23  | 26  | 27  | 30  | 33  | 33  | 36  | 37  | 40  | 43  | 46  | 46  | 49  | 50  | 51  | 54  | 55  | 56  | 59  | 59  |
| Wil             | 0  | 1  | 4  | 4  | 4  | 4  | 4  | 5  | 5  | 6   | 6   | 7   | 8   | 8   | 8   | 8   | 11  | 11  | 12  | 15  | 18  | 21  | 22  | 23  | 26  | 27  | 27  | 28  | 31  | 34  | 34  | 37  | 38  | 39  | 39  | 39  |
| Winterthur      | 0  | 0  | 1  | 2  | 2  | 5  | 6  | 6  | 6  | 6   | 6   | 7   | 7   | 8   | 11  | 12  | 12  | 12  | 13  | 16  | 16  | 19  | 20  | 20  | 21  | 21  | 21  | 21  | 24  | 24  | 25  | 26  | 29  | 29  | 32  | 32  |
| Wohlen          | 3  | 3  | 3  | 3  | 3  | 4  | 4  | 7  | 7  | 10  | 10  | 11  | 11  | 11  | 11  | 12  | 13  | 13  | 14  | 14  | 14  | 14  | 14  | 15  | 15  | 15  | 15  | 16  | 16  | 17  | 18  | 18  | 18  | 18  | 18  | 18  |
| Neuchatel Xamax | 3  | 6  | 9  | 12 | 12 | 15 | 18 | 21 | 24 | 24  | 27  | 30  | 33  | 36  | 37  | 40  | 43  | 46  | 47  | 50  | 51  | 54  | 55  | 58  | 61  | 64  | 67  | 70  | 71  | 72  | 75  | 76  | 76  | 79  | 82  | 85  |
| Servette        | 1  | 2  | 5  | 8  | 11 | 14 | 17 | 17 | 20 | 23  | 26  | 29  | 30  | 31  | 32  | 35  | 35  | 38  | 39  | 42  | 43  | 46  | 46  | 47  | 48  | 49  | 49  | 49  | 49  | 50  | 53  | 53  | 56  | 59  | 62  | 62  |

#### Classifiche di rendimento

##### Rendimento andata-ritorno
| Andata          | Andata | Ritorno         | Ritorno |
|                 |        |                 |         |
| Neuchatel Xamax | 46     | Neuchatel Xamax | 39      |
| Servette        | 38     | Vaduz           | 33      |
| Sciaffusa       | 36     | Rapperswil      | 30      |
| Rapperswil      | 26     | Sciaffusa       | 28      |
| Vaduz           | 26     | Wil             | 28      |
| Chiasso         | 23     | Aarau           | 26      |
| Aarau           | 18     | Servette        | 24      |
| Wohlen          | 13     | Winterthur      | 20      |
| Winterthur      | 12     | Chiasso         | 16      |
| Wil             | 11     | Wohlen          | 5       |

##### Rendimento casa-trasferta
| Casa            | Casa | Trasferta       | Trasferta |
|                 |      |                 |           |
| Neuchatel Xamax | 47   | Neuchatel Xamax | 38        |
| Sciaffusa       | 37   | Servette        | 32        |
| Vaduz           | 35   | Sciaffusa       | 27        |
| Rapperswil      | 32   | Vaduz           | 24        |
| Aarau           | 30   | Rapperswil      | 24        |
| Servette        | 30   | Wil             | 18        |
| Chiasso         | 28   | Aarau           | 14        |
| Wil             | 21   | Winterthur      | 12        |
| Winterthur      | 20   | Chiasso         | 11        |
| Wohlen          | 11   | Wohlen          | 7         |

#### Primati stagionali
Squadre
- Maggior numero di vittorie: Neuchatel Xamax (26)
- Maggior numero di pareggi: Wil (12)
- Maggior numero di sconfitte: Wohlen (24)
- Minor numero di vittorie: Wohlen (3)
- Minor numero di pareggi: Sciaffusa (1)
- Minor numero di sconfitte: Neuchatel Xamax (3)
- Miglior attacco: Neuchatel Xamax (82 gol fatti)
- Peggior attacco: Wil (40 gol fatti)
- Miglior difesa: Servette (38 gol subiti)
- Peggior difesa: Wohlen (93 gol subiti)
- Miglior differenza reti: Neuchatel Xamax (+43)
- Peggior differenza reti: Wohlen (-52)
- Miglior serie positiva: Neuchatel Xamax (22, 11ª-32ª)
- Peggior serie negativa: Wohlen (5, 32ª-36ª)
- Maggior numero di vittorie consecutive: Sciaffusa (6, 1ª-6ª)

Partite
- Più gol (9):

Neuchatel Xamax-Wil 6-3, 21 maggio 2018
- Maggior scarto di gol (6): Sciaffusa-Rapperswil 6-0
- Maggior numero di reti in una giornata: 24 gol nella 36ª giornata
- Minor numero di reti in una giornata: 7 gol nella 24ª giornata
- Maggior numero di espulsioni in una giornata: 5 in 34ª giornata

### Individuali

#### Classifica marcatori
| Gol | Rigori |  | Giocatore                 | Squadra              |
| --- | ------ |  | ------------------------- | -------------------- |
| 26  | 8      |  | Raphaël Nuzzolo           | Neuchatel Xamax      |
| 21  | 1      |  | Tunahan Çiçek             | Sciaffusa            |
| 16  | 1      |  | Hélios Sessolo            | Sciaffusa            |
| 15  | 4      |  | Mychell Chagas            | Rapperswil, Servette |
| 13  | 4      |  | Marko Dević               | Vaduz                |
| 12  | 0      |  | Gianluca Frontino         | Aarau, Winterthur    |
| 12  | 3      |  | Patrick Rossini           | Aarau                |
| 12  | 0      |  | Igor Tadić                | Wohlen               |
| 11  | 4      |  | Sílvio Carlos de Oliveira | Winterthur           |
| 11  | 0      |  | Geoffrey Tréand           | Neuchatel Xamax      |
| 10  | 3      |  | Sergio Cortelezzi         | Wil                  |
| 10  | 0      |  | Charles-André Doudin      | Neuchatel Xamax      |
| 10  | 0      |  | Willie Barbosa            | Servette             |
| 9   | 0      |  | Jean Farrugia             | Chiasso              |
| 9   | 0      |  | Marco Mathys              | Vaduz                |
| 9   | 0      |  | Aldin Turkeš              | Rapperswil, Vaduz    |

#### Media spettatori
| Club            | Pos. | Media | Totale | Abbonamenti |
| --------------- | ---- | ----- | ------ | ----------- |
| Neuchatel Xamax | 1    | 3 475 | 62 542 |             |
| Winterthur      | 2    | 2 817 | 50 700 |             |
| Aarau           | 3    | 2 621 | 47 172 |             |
| Servette        | 4    | 2 206 | 39 700 |             |
| Vaduz           | 5    | 1 637 | 29 461 |             |
| Rapperswil      | 6    | 1 341 | 24 138 |             |
| Sciaffusa       | 7    | 1 241 | 22 330 |             |
| Wil             | 8    | 949   | 17 080 |             |
| Wohlen          | 9    | 628   | 11 312 |             |
| Chiasso         | 10   | 478   | 8 612  |             |

#### Arbitri
- Alessandro Dudic (15)
- Luca Gut (15)
- Stefan Horisberger (15)
- Nicolas Jancevski (14)
- David Schärli (13)
- Pascal Erlachner (10)
- Lionel Tschudi (9)
- Lukas Fähndrich (8)
- Nikolaj Hänni (8)
- Sven Wolfensberger (8)
- Luca Cibelli (7)
- Adrien Jaccottet (7)
- Stephan Klossner (7)

- Vladimir Ovcharov (7)
- Luca Piccolo (7)
- Urs Schnyder (7)
- Tomasz Superczynski (6)
- Alain Bieri (5)
- Sascha Amhof (3)
- Esther Staubli (3)
- Khamis Al Marri (2)
- Sandro Schärer (2)
- Abdulla Al Marri (1)
- Salman Ahmed Falahi (1)
- Zahy Al Shammari (0)